# Còdex de Wiesbaden
El còdex de Wiesbaden, conegut en alemany com Riesencodex (Còdex gegant), és un manuscrit medieval del segle xii que conté els principals treballs de Santa Hildegarda de Bingen.
És un manuscrit gegant de 46 x 30 cm de grandària, un pes de 15 kg i 481 folis, la datació dels quals oscil·la entre els darrers anys de vida d'Hildegarda (1179) i alguns posteriors a la seua mort, i la data més tardana probable n'és l'any 1200. Il·lustrat amb 35 miniatures sobre les visions de la santa, la seua riquesa artística ha fet que alguns investigadors dubtassen que hagués estat creat a Rupertsberg o Eibingen, i l'han situat en algun altre centre cultural de l'època.
El manuscrit, però, es trobava al convent de Rupertsberg quan va ser destruït al segle XVII; és per això que es traslladà a Eibingen, igual que les relíquies de la santa, i fou protegit al monestir fundat per ella al lloc on va jaure fins al seu trasllat al 1814 a l'acabada de crear biblioteca de Wiesbaden de Hesse (ara «Universitat i Biblioteca estatal de RheinMain»). Durant la Segona Guerra Mundial es dugué a Dresden per protegir-lo dels bombardeigs dels aliats; així i tot va sofrir grans danys. Fou retornat a Hesse i el seu contingut reconstruït gràcies a fotocòpies i facsímils extrets a les primeres dècades del segle xx.
És una de les fonts principals per a conèixer les obres d'Hildegarda de Bingen i conté aquestes obres:
- Scivias
- Liber vitae meritorum
- Liber divinorum operum
- Symphonia armonie celestium revelationum
- Ordo virtutum
- Lingua ignota
- Litterae ignotae
- Expositiones evangeliorum
- Ad praelatos Moguntinenses
- Cartes d'Hildegarda de Bingen

També inclou un escrit biogràfic d'Hildegarda (Vita), escrit pocs anys després de la seua mort pel monjo Teoderich von Echternach.